# Huse til mennesker
Huse til mennesker er en dansk dokumentarfilm fra 1972 instrueret af Jørgen Roos og efter manuskript af Viggo Clausen.

## Handling
En debatfilm om moderne karrébebyggelse. Er det golde, kolde, menneskefjendtlige betonødemarker - eller har beboerne muligheder for at udfolde sig, individuelt eller kollektivt? Fungerer beboerdemokratiet - eller er det en narresut? Er der tilstrækkelige fællesfaciliteter - og fungerer de til beboernes tilfredshed? Filmen samler en række indtryk og udtalelser fra flere "centre" i Københavns omegn.